# Arnold Houbraken
Arnold Houbraken (Dordrecht, 28 de març de 1660 - Amsterdam, 14 d'octubre de 1719) va ser un pintor, escriptor i crític de l'art neerlandès, continuador de les biografies de pintors de Karel van Mander.

## Biografia
Deixeble de Willem van Drielenburg, Jacobus Leveck i Samuel van Hoogstraten, el 1685 va contreure matrimoni amb Sara Sasbout. Cap a 1709 es va establir a Amsterdam invitat per Jonas Witsen, funcionari municipal i mecenes de les arts, propietari d'un gabinet de curiositats. L'any 1713 va viatjar per Anglaterra per il·lustrar un tractat d'història.
El seu fill Jacobus (1698-1780) va ser un conegut gravador, retratista i il·lustrador de llibres, inclosos els del seu pare. També van ser pintores i dibuixants les seves filles Antonina (1686-1736), casada amb el pintor Jacobus Stellingwerff (1667-1727), especialitzat en dibuixos topogràfics, Christina, casada amb el pintor Anthony Elliger, i Christina Maria, il·lustradora.
Va ser pintor d'assumptes mitològics i bíblics, retrats i paisatges, però és conegut principalment pel tractat De Groote Schouburgh der Nederlantsche konstschilders en schilderessen (1718-1721), amb les biografies dels pintors neerlandesos del segle xvii. Dividit en tres parts, el llibre va ser concebut pel seu autor com una continuació del Schilder-Boeck de Karel van Mander, publicat el 1604, i com ell constitueix una valuosa font d'informació per al coneixement de la pintura dels Països Baixos. Trenta anys després de la seva mort es va publicar una segona edició, amb algunes modificacions.

## Obres

### Literatura
- De groote schouburgh der Nederlantsche konstschilders en schilderessen. (3 delen), 1718-1721
- Stichtelyke zinnebeelden, gepast op deugden en ondeugden, in LVII tafereeelen vertoont, 1723
- De groote schouburgh der Nederlantsche konstschilders en schilderessen. (3 delen), 1753 (facsimile)
- De groote schouburgh der Nederlantsche konstschilders en schilderessen (3 delen), 1976 (facsimile)

### Pintura

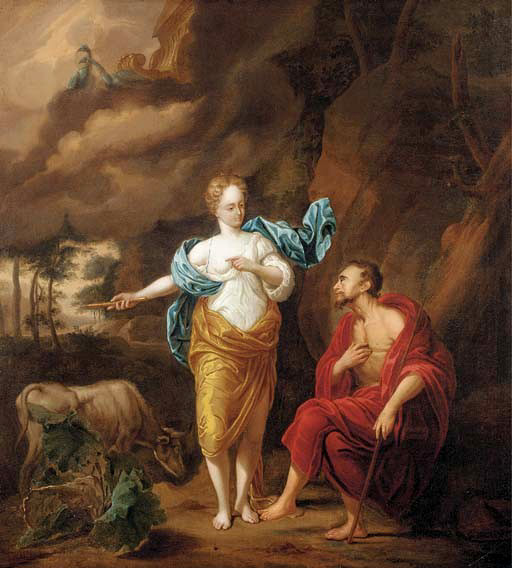
Júpiter i Juno
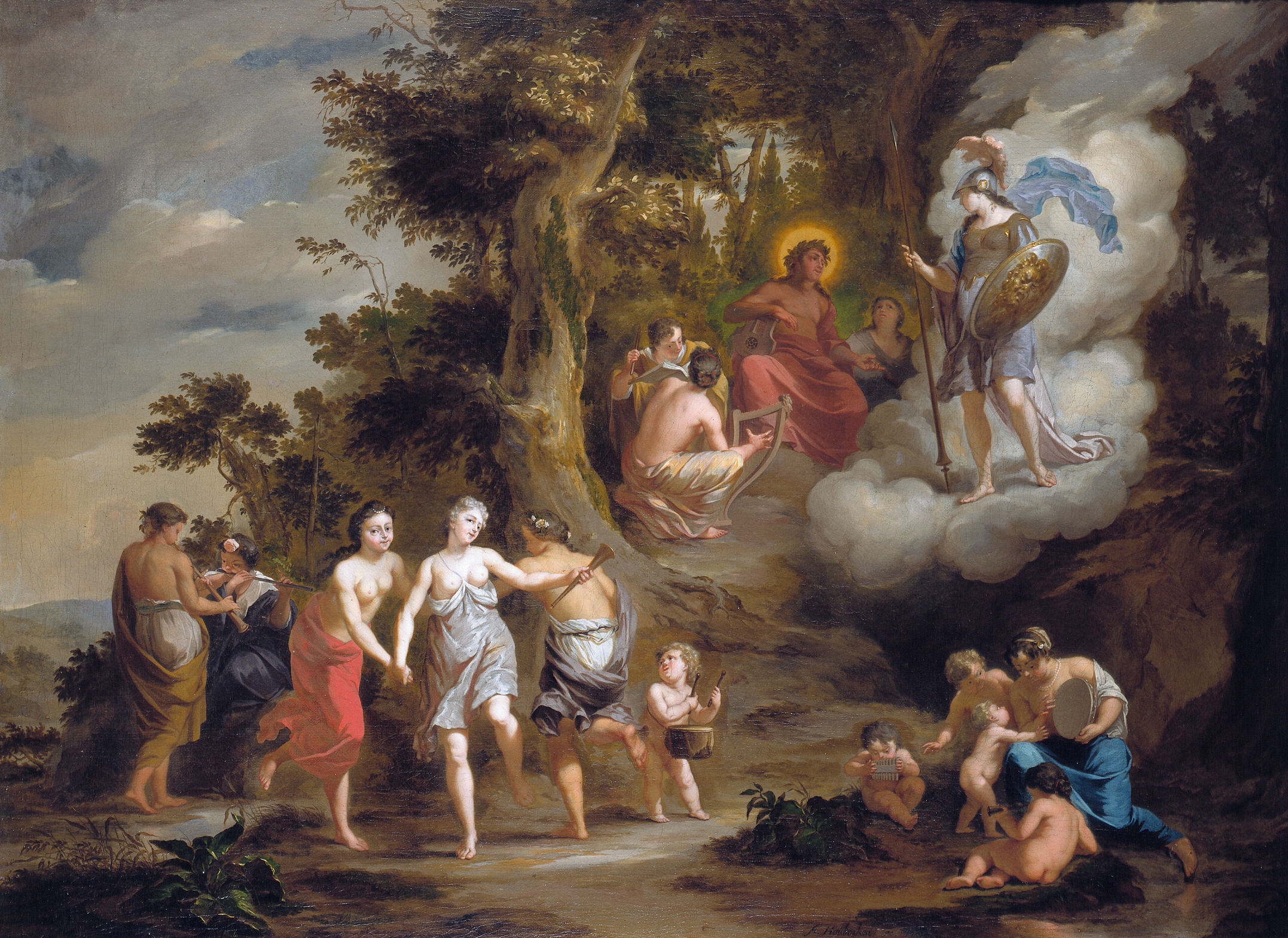
Palas Atenea visitant Apol·lo al Parnàs
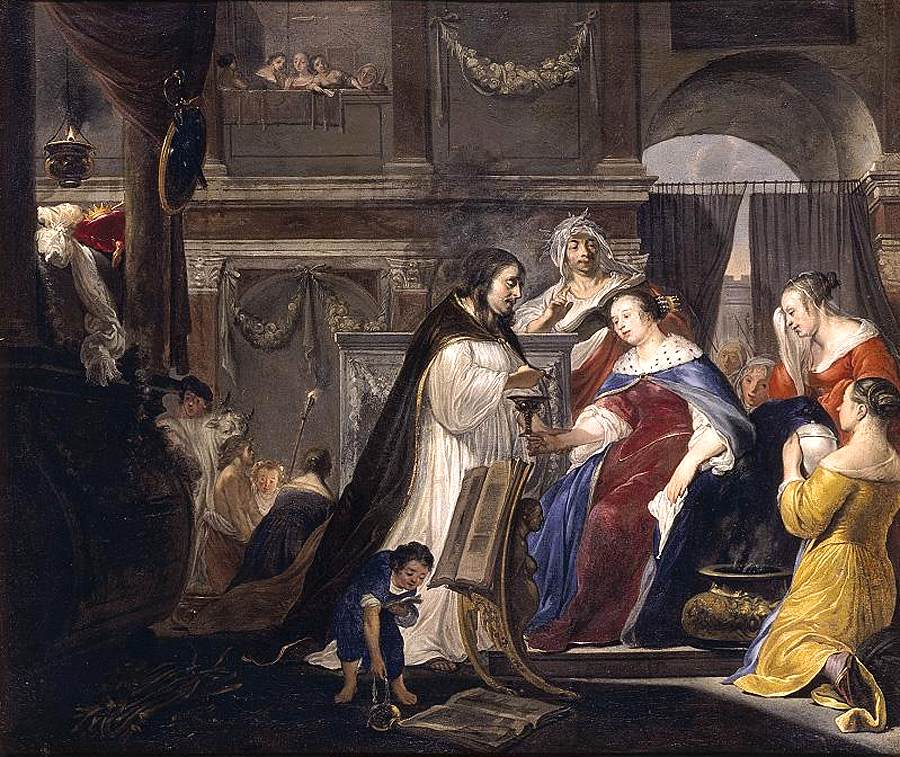
Commemoració del rei Mausolo per la reina Artemisia